# محمد أمين شيخو

## نشأته
ولد ونشأ في حي ساروجة الأثري بمدينة دمشق – سوريا والذي كان يسمى (استانبول الصغيرة)، الذي كان يقطنه مسؤلو الدولة التركية الحاكمة إذ ذاك- في حارة الورد، بمنزل عربي بالقرب من حمام الورد المشهور، ولا يزال إلى الآن ذلك المنزل قائماً، والده إسماعيل شيخو، وكان يشتغل والده بالتجارة، تُوفي والده في صغره، وأصبح أخوه محمد سليم مديراً للمدرسة الحربية أثناء الحكم العثماني.

## دراسته
التحق العلاَّمة الكبير بالمدرسة الرشيدية في الثانية عشرة من عمره. ثم انتسب إلى الكلية الملكية العثمانية بدمشق «عنبر»، ونال عدة ثناءات في العهد التركي والفيصلي في سوريا، يوجد نسخ منها إلى الآن.

## نشاطاته
- عين أثناء فترة الحكم العثماني مديراً لعدة أقسام شرطة في دمشق وضواحيها، وكان مثالاً للهمة والنشاط، ذا خدمات وأعمال جليلة.[3]
- عُين مديراً لسجن القلعة (قلعة دمشق) في زمن فرنسا.[4]
- عندما اشتعلت الثورة السورية زمن فرنسا، ساعد الثوار بكل إمكانياته وحاز على خاتم الثورة، فَحُكِمَ عليه بالإعدام ولكنه نجا منه في نهاية المطاف.[4]
- قام بعدة محاولات للانقلاب على الحكم الفرنسي.[5]
- لزم الشيخ أمين كفتارو ما يقارب عشرين عاماً، وخلفه بعد وفاته، وتولى الإرشاد وتسليك المريدين.[6]
- تميَّزت مجالسه بالوعظ والإرشاد ضمن الحكمة العالية.[7]
- كان ينبِّه طلابه ومريديه من الروايات الإسرائيلية، ومن أمورٍ تُنسب إلى الأنبياء متنافية مع عصمتهم وكمالهم عليهم السلام.[3]
- في عام 1953م، قدم لزيارته الفيلسوف الشهير جون غودولفين بينيت من بريطانيا، حيث لازمه ثلاثة أسابيع، دار خلالها نقاشات مطولة حول الإسلام وحقائقه، وطرح عليه بينيت أسئلة حول حقيقة نفس الإنسان والفرق بينها وبين الروح، والعدالة الإلهية، وكان من نتائج هذه الزيارة أن طبّق السير بينيت الشريعة الإسلامية، وصار يصلي أمام مريدي العلامة، وقد وصف بينيت هذه الزيارة بشكل مختصر في كتاب السيرة الذاتية (ويتنس).[8]
- وبعد وفاة السير بينيت صدر له في عام 1975 كتاب «مذكرات شخصية خاصة» بعنوان: «رحلات في بلدان إسلامية» وصف فيه تفاصيل هذا اللقاء بشكل مطول، ووصف شخص العلامة ودروسه ومريديه بشكل دقيق، وتحدث في كتابه هذا عن نتائج هذا اللقاء.[5]
- وكثيراً ما تحدث العلامة محمد أمين شيخو في دروسه عن القدوم الثاني للسيد المسيح عليه السلام وعن قرب حصول هذا الحدث العالمي العظيم، وأن أشراط الساعة قد وقع معظمها. وقد صدر كتابٌ له بعنوان (السيد المسيح رسول السلام يلوح بالأفق)، وأشار السير بينيت إلى ذلك أثناء وصفه للقائه مع العلامة محمد أمين شيخو في كتابيه (ويتنس، رحلات في بلدان إسلامية).
- أصدر أ. عبد القادر يحيى الديراني كتاباً (صفحات من المجد الخالد) يتحدث فيه عن أعمال محمد أمين شيخو بشكل مفصل.[9]

## طلابه
معظم طلابه من حملة الشهادات الجامعية، والعديد منهم حائز على درجة الدكتوراة في اختصاصات وفروع مختلفة، ومن أبرز طلابه وأشهرهم أ. عبد القادر يحيى الشهير بالديراني الحائز على شهادة الثقافة العامة (شهادة سورية قديمة تتضمن 9 شهادات مختلفة) والذي قام بجمع وتحقيق مؤلفاته التي تزيد عن الخمسين وترافق اسمه مع اسم محمد أمين شيخو. ومن طلابه أيضاً الشيخ عبد الهادي الباني وهو صهر العلّامة محمد أمين شيخو زوج ابنته وقد اختارته الحلقة ليكون لهم شيخاً بعد وفاته.

## مؤلفاته
له العديد من المؤلفات الإسلامية باللغة العربية ومنها ما تمّ ترجمته إلى اللغة الإنكليزية والإفرنسية، من أبرزها:
1. سلسلة تأويل القرآن العظيم.
2. تأويل جزء عمّ.
3. عصمة الأنبياء
4. سلسلة موسوعة عمّ.
5. تأويل الأمين (قصة بني إسرائيل)
6. زيارة رسول الله صلى الله عليه وسلم وأثر محبته في رقي النفس المؤمنة.
7. درر الأحكام في شرح أركان الإسلام.
8. مصادر مياه الينابيع في العالم.
9. سلسلة البحوث المجيدة.
10. حقيقة سيدنا محمد صلى الله عليه وسلم تظهر في القرن العشرين.
11. لم الحجاب ولم الطلاق ولم أكثر من زوجة يا إسلام؟
12. الغرب حرر الإنسان من العبودية والإسلام لم يحرّره؟
13. حقيقة السموات السبع والأيام الستة.
14. الدواء العجيب (الحجامة).
15. الله أكبر رفقاً بالحيوان.
16. وداعاً لطبيب المقوقس.
17. تأويل الأمين.
18. أسرار السبع المثاني وحقائقها.
19. السيد المسيح رسول السلام يلوح بالأفق.
20. حقيقة تيمورلنك.

## برامج إذاعية وتلفزيونية
1. برنامج «نظرات منيرة» على إذاعة القدس في سوريا.
2. برنامج «بصائر للناس» على إذاعة التوحيد اللبنانية.
3. الحجامة اكتشاف عربي يغزو العالم، الذي بث على فضائية المشكاة، الفجر، واقرأ... وغيرها من قنوات.
4. الحجامة علم نبوي طبي في منظوره العملي الجديد، فضائية المشكاة، الفجر، واقرأ. ... وغيرها من قنوات.
5. الله أكبر رفقاً بالحيوان، فضائية المشكاة، واقرأ. ... وغيرها من قنوات.
6. برنامج مهبط الأنبياء (الكومبيوتري)

## بعض الأفكاره والآراء التي تميز بها
- قام بشرح معاني أحرف أوائل السور من القرآن الكريم والتي يقال عنها (الله أعلم بمراده فيها).[12]
- نفى بعض القصص التي تنسب للرسول الكريم محمد صلى الله عليه وسلم، مثل حادثة وقوعه تحت تأثير السحر، وحادثة شق صدره، وكل ما نسب إليه صلى الله عليه وسلم من أنه أخطأ، وبين أن السادة الأنبياء معصومون دائماً فلهم العصمة في كل أقوالهم وأعمالهم.[13]
- أول من قال بأن مصدر مياه الينابيع والأنهار في العالم هو من القطبين الجنوبي والشمالي.[14]
- عرف النفس البشرية وفرق بينها وبين الروح، ميّز بين العقل والفكر.[15]
- تحدث عن عالم الأزل والعدل الإلهي في عالم الأزل وسبب مجيء الإنسان للدنيا.
- بين الحكمة من التوجه للكعبة في الصلاة، ومن الصيام وعرّف ليلة القدر وكيفية نوالها.[16]
- قام ببيان استنباط نسبة زكاة المال من القرآن الكريم والتي مقدارها (2.5 %).[17]
- شرح الحكمة المنطوية في مناسك الحج منسكاً منسكاً.[16]
- بين فوائد الوصايا النبوية الطبية: الحقنة الشرجية بمعلق النشاء المائي، وزيت الخروع الطبي، والعلق الطبي.[18]
- نبّه إلى أن هناك شخصيات هامة ظلمها التاريخ، وصدر كتاب له بعنوان (حقيقة تيمورلنك العظيم). والذي يشتهر عنه في الشرق الأوسط أنه سفاح بينما هو معروف كولي صالح ناشر للدين الإسلامي في بلدان آسيا.[19]

## محمد أمين شيخو والحجامة
اقترن اسم محمد أمين شيخو مع انتشار موضوع الحجامة (وصية نبوية، وطريقة من طرق العلاج بالطب البديل)
فقد بين القوانين الصحيحة للحجامة، وقام من بعد طلابه «أ. عبد القادر الشهير بالديراني» بعمل بحث علمي وشارك في الأطباء ذوي الاختصاص.
وبعد صدور نتائج تحليل دم الحجامة، وظهور حالات شفاء بعد تطبيقها، انتشرت على أثر ذلك الحجامة بشكل كبير، وأحدثت صدى واسع في المجتمع ونشرت في كثير من الصحف والمجلات، فأقبل الناس على تطبيقها ضمن أصولها العلمية الدقيقة بشكل كبير.

## محمد أمين شيخو وذكر اسم الله على الذبائح
أكد على ضرورة ذكر اسم الله على الذبائح حين ذبحها، وأن اللحم المذكور عليه اسم الله يطهر لحمه من الجراثيم، وقام من بعد طلابه «أ. عبد القادر الشهير بالديراني» بعمل بحث علمي شارك فيه العديد من الأطباء والأساتذة الجامعيين ذوي الاختصاص. حيث قاموا ببحث علمي «لم يطرقه أحد من قبل» فأخذوا عينات من اللحوم وبينوا الفرق بين اللحم الذي يذكر اسم الله عليه عند ذبح الحيوان واللحم الذي لم يذكر عليه اسم الله وانتشرت نتائج التحليل في كتابه (الله أكبر رفقاً بالحيوان).
أذاعت النتائج العلمية المتمخّضة عن ذلك البحث مراسلة البي بي سي في سوريا آنذاك (سلمى اصطواني) وتحدثت مع الأطباء والعلماء الباحثين حول هذا الموضوع.
ووضعت على أثرها لافتات في شوراع دمشق كتب عليها (يا للهول هل حقاً نحن المواطنين السوريين نأكل الجراثيم في طعامنا؟) ووضعت لافتة كبيرة على واجهة قلعة دمشق كتب عليها (العلامة العربي السوري الكبير محمد أمين شيخو)